# Mausoleo de Néstor Kirchner
El Mausoleo de Néstor Kirchner es una estructura que está ubicada en la localidad de Río Gallegos, en la provincia de Santa Cruz, al sur de Argentina. Fue construido en 2011, un año después de la muerte y funeral de estado del expresidente argentino Néstor Kirchner, que gobernó entre 2003 y 2007. Mide 13 metros de ancho, 15 metros de largo y 11 metros de altura.
En 2013 se informó que parte de la estructura había cedido con daños en el piso y algunas paredes, presuntamente por el peso del edificio construido sobre tierras bajas.
Tras una puerta de madera se accede a una escalera en forma de caracol que conduce a la primera planta.
Desde allí, y mirando hacia abajo a través de una estructura de vidrio circular, se puede observar el féretro del exjefe de Estado, ubicado centralmente en la planta baja, cubierto con una bandera argentina.
Sobre el cajón hay también una camiseta de Racing Club, el club de fútbol del que Kirchner era fanático, un rosario, una flor y los pañuelos blancos de las Madres y de las Abuelas de Plaza de Mayo. Por detrás del féretro se alza una gigantesca cruz de madera. Por fuera, el complejo, de 65 metros cuadrados se completa con un mástil gigante con una bandera argentina que flamea y dos llamas votivas. La estructura triangular que representa la forma del territorio argentino y una fuente.